# Joan Didion
Joan Didion (ur. 5 grudnia 1934 w Sacramento, zm. 23 grudnia 2021 w Nowym Jorku) – amerykańska dziennikarka, eseistka, powieściopisarka i scenarzystka. Przedstawicielka nurtu Nowego Dziennikarstwa.

## Życiorys
Urodziła się 5 grudnia 1934 roku w Sacramento. W 1956 roku uzyskała bakalaureat na Uniwersytecie Kalifornijskim w Berkeley. Dzięki zwycięstwu w konkursie literackim magazynu „Vogue” Didion przeniosła się po studiach do Nowego Jorku, by pracować w jego redakcji (1956–1963). W tym samym okresie pracowała nad debiutancką powieścią Run River, która ukazała się w 1963 roku. Po ślubie z Johnem Gregorym Dunne’em powróciła w 1964 roku do rodzinnej Kalifornii. Małżeństwo współpracowało przez wiele lat przy pisaniu artykułów i scenariuszy.
Didion tworzyła w duchu Nowego Dziennikarstwa, jej prace porównywano m.in. do Toma Wolfeʼa. W swojej twórczości dziennikarskiej opisywała świat z brutalną szczerością, jednocześnie zdradzając nostalgię za mityczną Ameryką swojego dzieciństwa. W jej oszczędnym stylu można wyczuć wpływ dzieł Ernesta Hemingwaya. Do jej najbardziej znanych prac należą dwa zbiory wcześniej publikowanych artykułów prasowych: Slouching Towards Bethlehem oraz The White Album, w których bezkompromisowo opisała Amerykę (a w szczególności Kalifornię) lat 60. i 70., portretując m.in. ruch hippisowski, czy kreśląc pogardliwy obraz feminizmu jako nurtu, który wiktymizuje kobiety, stawiając je w roli ofiar mężczyzn.
W 2005 roku zdobyła National Book Award za Rok magicznego myślenia, opowieść o jej małżeństwie i śmierci męża. Dwa lata później dokonała adaptacji teatralnej książki.
W 2013 roku Didion przyznano National Humanities Medal. W 2017 roku powstał o niej dokument pod tytułem Joan Didion: The Center Will Not Hold.

## Odbiór w Polsce
W warszawskim Teatrze Studio pod opieką artystyczną Bartosza Zaczykiewicza powstał monodram na podstawie Roku magicznego myślenia, w którym zagrała Ewa Błaszczyk. Premiera miała miejsce 14 listopada 2008 roku.

## Twórczość

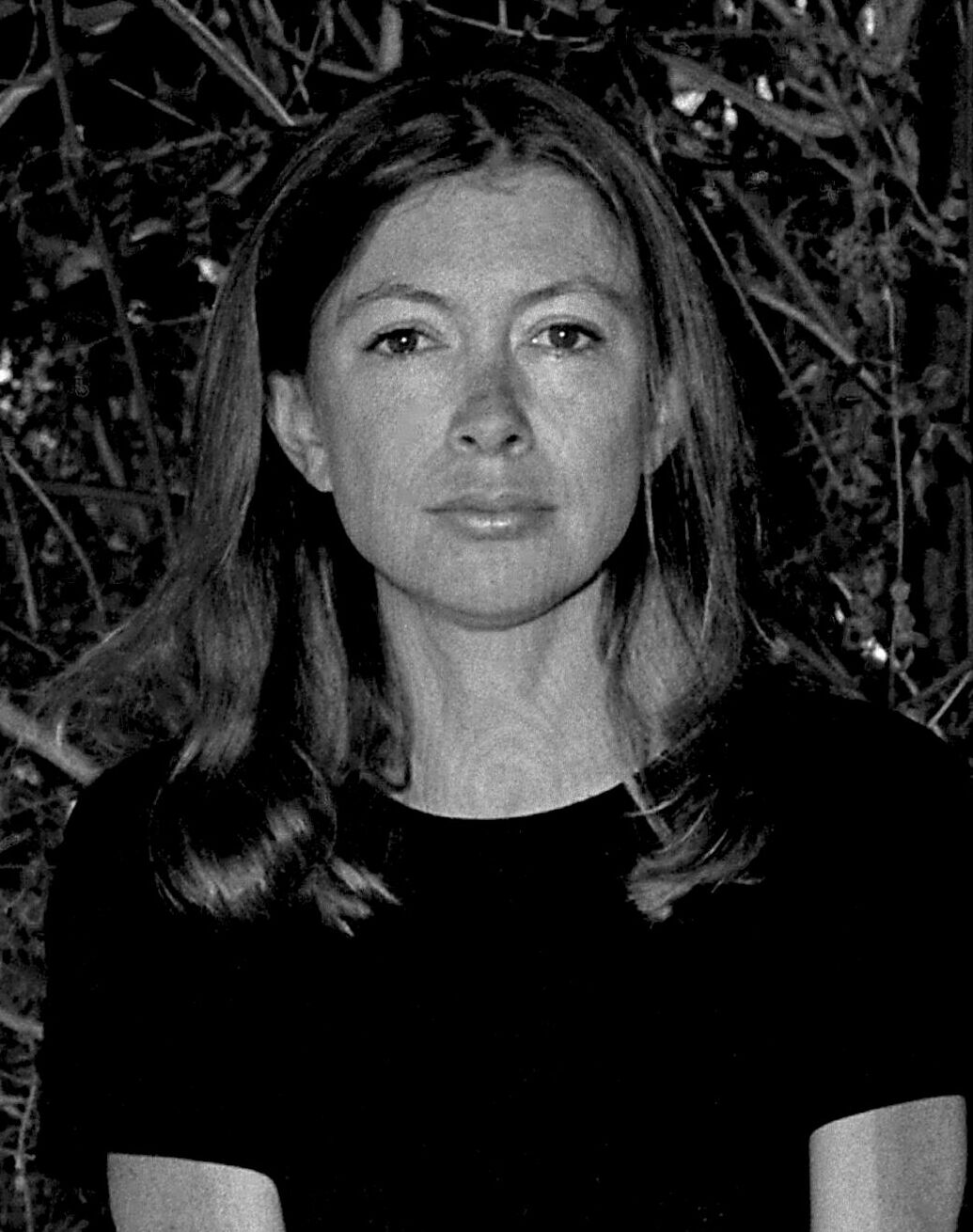
Joan Didion (1970)

Za źródłem:

### Powieści
- 1963: Run River, wyd. pol.: Rzekobieg. Mira Michałowska (tłum.). Państwowy Instytut Wydawniczy, 1987. ISBN 83-06-01449-9. Brak numerów stron w książce
- 1970: Play It as It Lays, wyd. pol.: Graj jak się da. Anna Kołyszko (tłum.). Wydawnictwo Literackie, 1986. ISBN 83-08-01534-4. Brak numerów stron w książce
- 1977: A Book of Common Prayer, wyd. pol.: Modlitewnik. Mira Michałowska (tłum.). Spółdzielnia Wydawnicza „Czytelnik”, 1986. ISBN 83-07-01452-2. Brak numerów stron w książce
- 1984: Democracy, wyd. pol.: Demokracja. Mira Michałowska (tłum.). Państwowy Instytut Wydawniczy, 1991. ISBN 83-06-02109-6. Brak numerów stron w książce
- 1996: The Last Thing He Wanted

### Eseje i zbiory artykułów
- 1968: Slouching Towards Bethlehem, wyd. pol.: Dryfując do Betlejem, Mikołaj Denderski (tłum.). Wydawnictwo Cyranka, 2021. ISBN 978-83-957-8383-8
- 1979: The White Album, wyd. pol.: Biały album. Jowita Maksymowicz-Hamann (tłum.). Grupa Wydawnicza Relacja, 2022. ISBN 978-83-67216-71-5
- 1983: Salvador
- 1987: Miami
- 1992: After Henry – zbiór znany także pod tytułem Sentimental Journeys
- 2001: Political Fictions
- 2003: Where I Was From

### Inne
- 2003: The Year of Magical Thinking, wyd. pol.: Rok magicznego myślenia. Hanna Pasierska (tłum.). Prószyński i S-ka, 2007. ISBN 978-83-7469-518-3. Brak numerów stron w książce
- 2011: Blue Nights, wyd. pol.: Błękitne noce. Jowita Maksymowicz-Hamann (tłum.). Grupa Wydawnicza Relacja, 2022. ISBN 978-83-67216-04-3
- 2017: South and West

### Scenariusze filmowe
Wraz z mężem:
- 1971: Narkomani (Panic in Needle Park), reż. Jerry Schatzberg
- 1972: Graj jak z nut (Play It as It Lays, adaptacja własnej powieści), reż. Frank Perry
- 1976: Narodziny gwiazdy (A Star Is Born), reż. Frank Pierson
- 1981: Prawdziwe wyznania (True Confessions), reż. Ulu Grosbard
- 1996: Namiętności (Up Close & Personal), reż. Jon Avnet
- 2020: Jego ostatnie życzenie (The Last Thing He Wanted), reż. Dee Rees